# Wikipédia en corse
Wikipédia en corse (en corse : Wikipedia in lingua corsa ou Corsipedia) est l’édition de Wikipédia, en corse, langue italo-romane parlée en Corse, en France et dans le Nord de la Sardaigne en Italie. Son code est : co.
Au 21 mars 2025, l'édition en corse contient 8 415 articles et compte 24 730 contributeurs, dont 41 contributeurs actifs et 2 administrateurs.

## Présentation

Aire de diffusion du corse et de ses dialectes.

L'édition est lancée en novembre 2003. La majorité des articles traités par la Wikipédia en corse portent sur la Corse, son histoire, sa géographie et sa culture.
Sur la base du nombre d'articles, Corsipedia fait partie des 180 plus grandes Wikipédia, sur un total de 326. En juin 2023, elle est la 162e plus grande Wikipédia. Le 29 janvier 2024, elle est la 178e plus grande Wikipédia.Sur la base de la sélection d'articles, Corsipedia fait partie des 170 plus grandes Wikipédia, sur un total de 316.

## Statistiques
- Le février 2009, l'édition en corse compte 5 500 articles et 1 400 utilisateurs enregistrés.
- Le mars 2012, elle compte 6 170 articles.
- Le 15 février 2018, elle compte 5 497 articles, 13 500 utilisateurs, 28 utilisateurs actifs (un utilisateur enregistré est dit actif quand il réalise au moins une édition tous les mois)[2] et 1 administrateur[3].
- Le 27 septembre 2022, elle contient 6 256 articles et compte 20 050 contributeurs, dont 45 contributeurs actifs et 2 administrateurs.
- Le 1er septembre 2024, elle contient 8 230 articles et compte 23 656 contributeurs, dont 28 contributeurs actifs et 2 administrateurs.